# Poelier

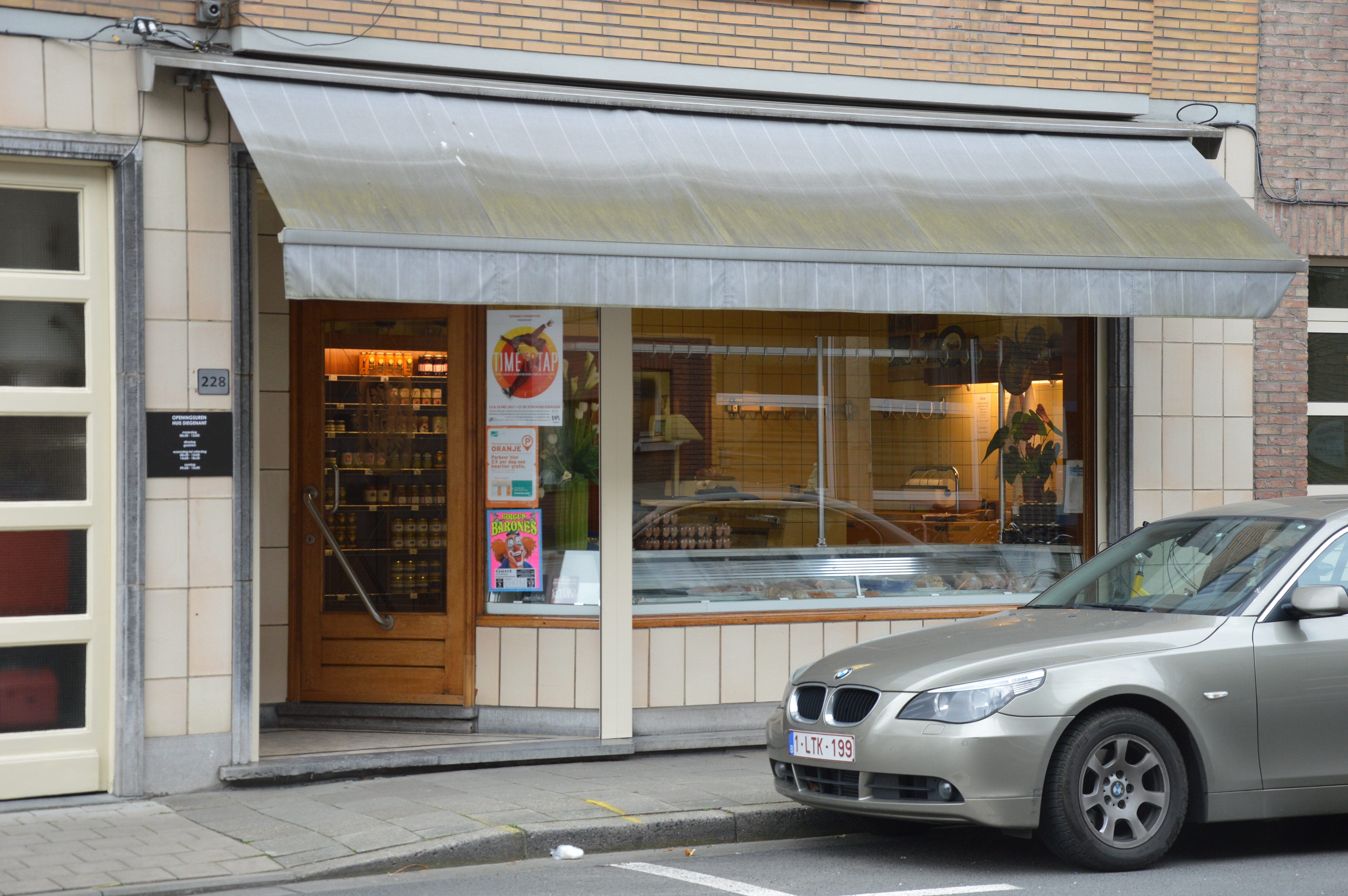
Poelier Diegenant in Gent

Een poelier is een slager die zich richt op de verkoop van gevogelte, bijvoorbeeld kalkoen, eend, fazant en patrijs (maar meestal geen kip), alsmede wild, zoals konijn, haas, ree en everzwijn.
Aan het begin van de 21ste eeuw zijn er in West-Europa nog slechts weinig zelfstandige poeliers. Het meeste gevogelte wordt tegenwoordig in de supermarkt verkocht. Wel zijn er op veel markten nog poeliers te vinden.
Het woord poelier is afgeleid van het Latijnse pullarius dat oppasser van de kippen betekent. De kippen, met name de heilige kippen, werden door auguren gebruikt om de toekomst te voorspellen. In de loop van de tijd is de betekenis van het woord van oppasser van vogels via handelaar in (levende) vogels overgegaan tot de huidige betekenis.